# Chiesa di San Giovanni (Tallinn)

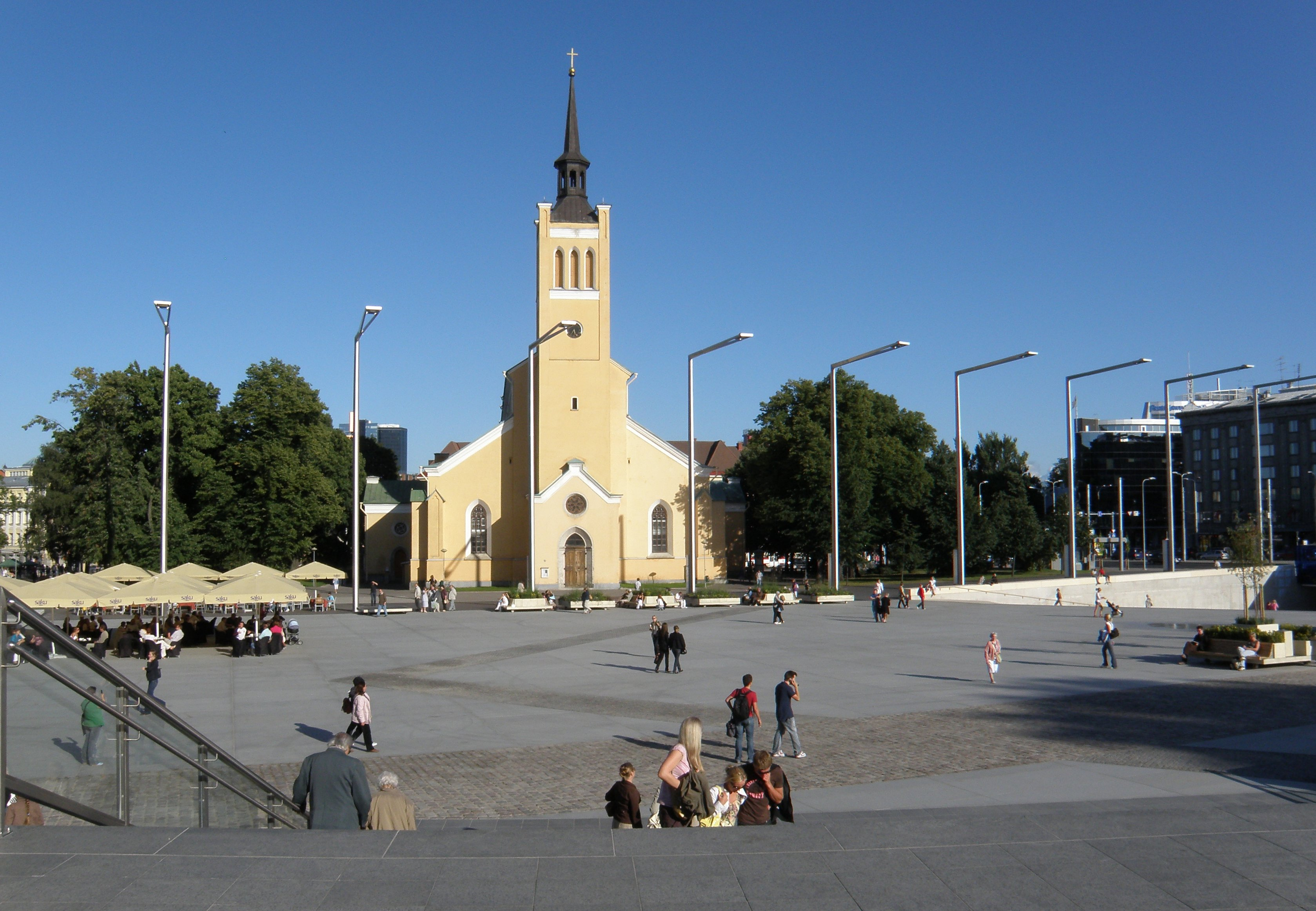
Chiesa di San Giovanni a Tallinn, da piazza della Libertà (Vabaduse Valjak).

La chiesa di San Giovanni (in estone: Jaani Kirik) è una grande chiesa parrocchiale luterana che a sorge a Tallinn in piazza della Libertà. Consacrata a san Giovanni Evangelista, fu costruita fra il 1862 e il 1867

## Storia
Dal tempo della Riforma protestante, la religione tradizionalmente predominante in Estonia è quella Luterana, con un ordinamento episcopale simile a quello cattolico.
La chiesa nazionale dell'Estonia è la Chiesa evangelica luterana estone, della quale, quella di San Giovanni, è una chiesa parrocchiale.
La ragione della costruzione fu in larga misura l'esistenza di una vasta congregazione vicina alla chiesa parrocchiale dello Spirito Santo, che alla metà del XIX secolo contava sul suolo estone oltre 14.000 membri. La raccolta fondi ebbe inizio nel 1851 per assicurare la costruzione di una nuova chiesa parrocchiale dei sobborghi della nuova Tallinn che andava via via espandendosi alla base della collina di Toompea. Dal settembre 1862, operai specializzati, tecnici edili, geometri ed architetti lavorarono alacremente alla costruzione dell'edificio religioso che venne consacrato ufficialmente il 17 dicembre 1867.

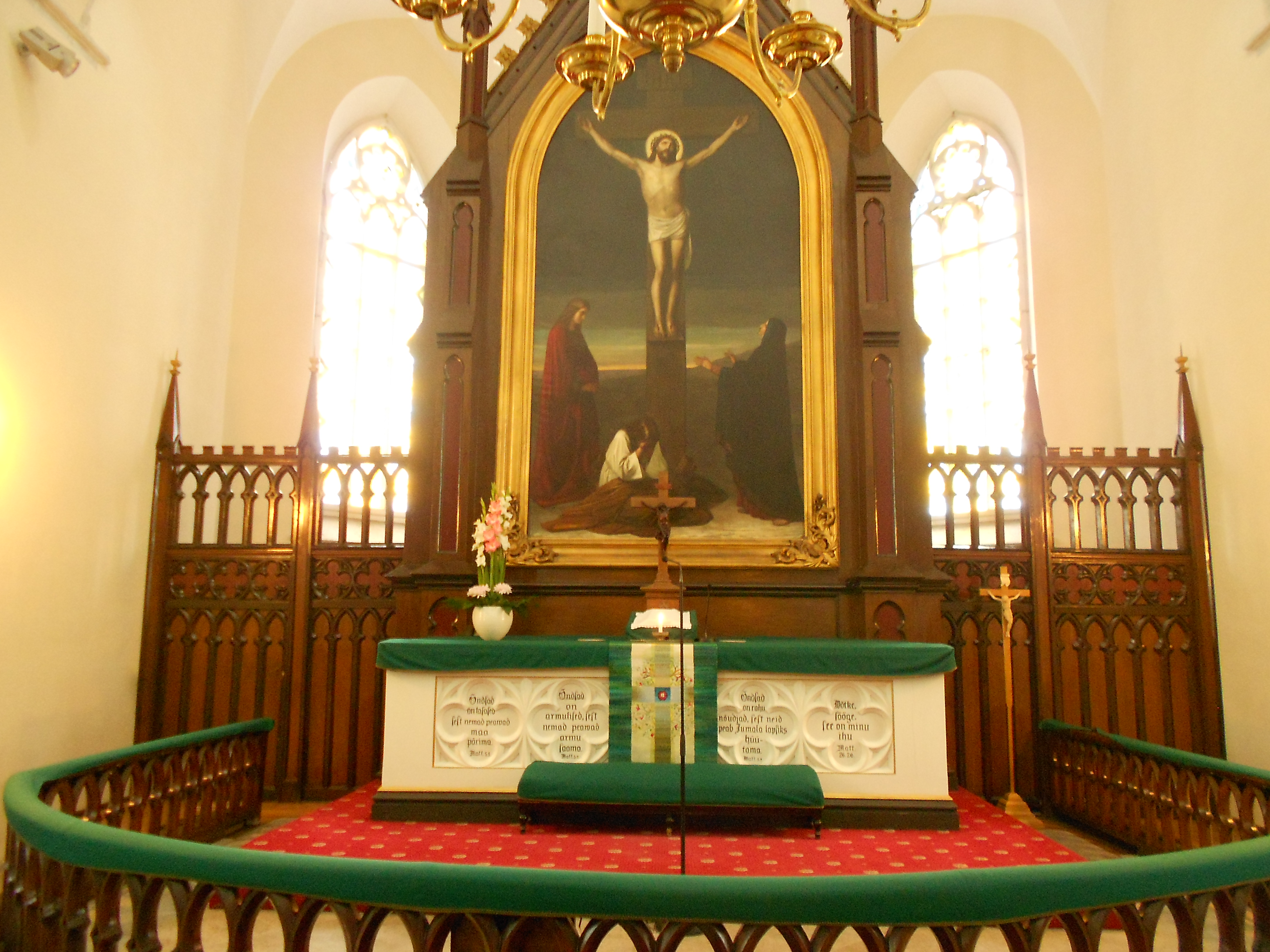
L'allestimento verde dell'altare principale è in larga parte costituito da velluto

L'allestimento di color verde dell'altare principale è in maggior parte costituito da velluto chiaro, ma il pannello frontale è splendidamente ricamato. Simili assortimenti di colori alternati vengono utilizzati in altri periodi dell'anno liturgico.
Le moderne vetrate della cappella della Vergine Maria, rappresentano la Vergine Maria, con in braccio il figlio Gesù, circondato dagli angeli.

## Architettura
La chiesa è costruita in stile neogotico, con archi gotici slanciati, ed è una costruzione molto ampia, con tre navate principali ed un campanile elevato, al termine della facciata occidentale, sormontato sulla cima da una guglia decorativa. Vi è un coro e un presbiterio, un'abside semi-circolare, ed un'ampia sagrestia.
La chiesa è situata al limite orientale della piazza della Libertà a Tallinn ed architettonicamente domina la piazza intera. Il costruttore principale e supervisore fu Carl Sensenberg mentre l'architetto della chiesa fu l'estone Christoph August Gabler (1820 - 1884), nativo della capitale.
Piani per demolire la chiesa furono proposti sia negli anni trenta che negli anni cinquanta da architetti e progettisti che ritenevano lo stile della chiesa stonasse con le altre costruzioni della Piazza. In entrambi i casi l'opposizione locale prevenne e ne evitò la demolizione.

## Gli interni, le decorazioni e gli ornamenti
La chiesa ricevette numerosi doni all'atto della sua consacrazione, inclusi lavori artistici, metalli preziosi (calici e piatti della carità) ed una campana. Attualmente attrae e conserva opere dell'arte contemporanea, che includono allestimenti ricamati religiosi (frontali dell'altare, superfrontali, coperture del pulpito - diversamente dalle abitudini, il pulpito è coperto da due coperture ed ha due leggii, permettendo al predicatore di scegliere la direzione maggiormente appropriata per affacciarsi quando indirizza le sue raccomandazioni), e moderni vetri istoriati colorati.
Alcuni vetri sono dedicati all' adorazione della Vergine Maria e situati nella cappella della Signora, mentre nel lato opposto vi sono vetri disegnati e colorati che raccontano la vita del patrono della chiesa san Giovanni Battista.
La grande pala d'altare che domina la parte terminale ad est della chiesa e raffigura la crocifissione è un'opera di Karl Gottlieb Wenig, diplomato all'Accademia di belle arti di San Pietroburgo, come l'architetto della chiesa, Gabler.

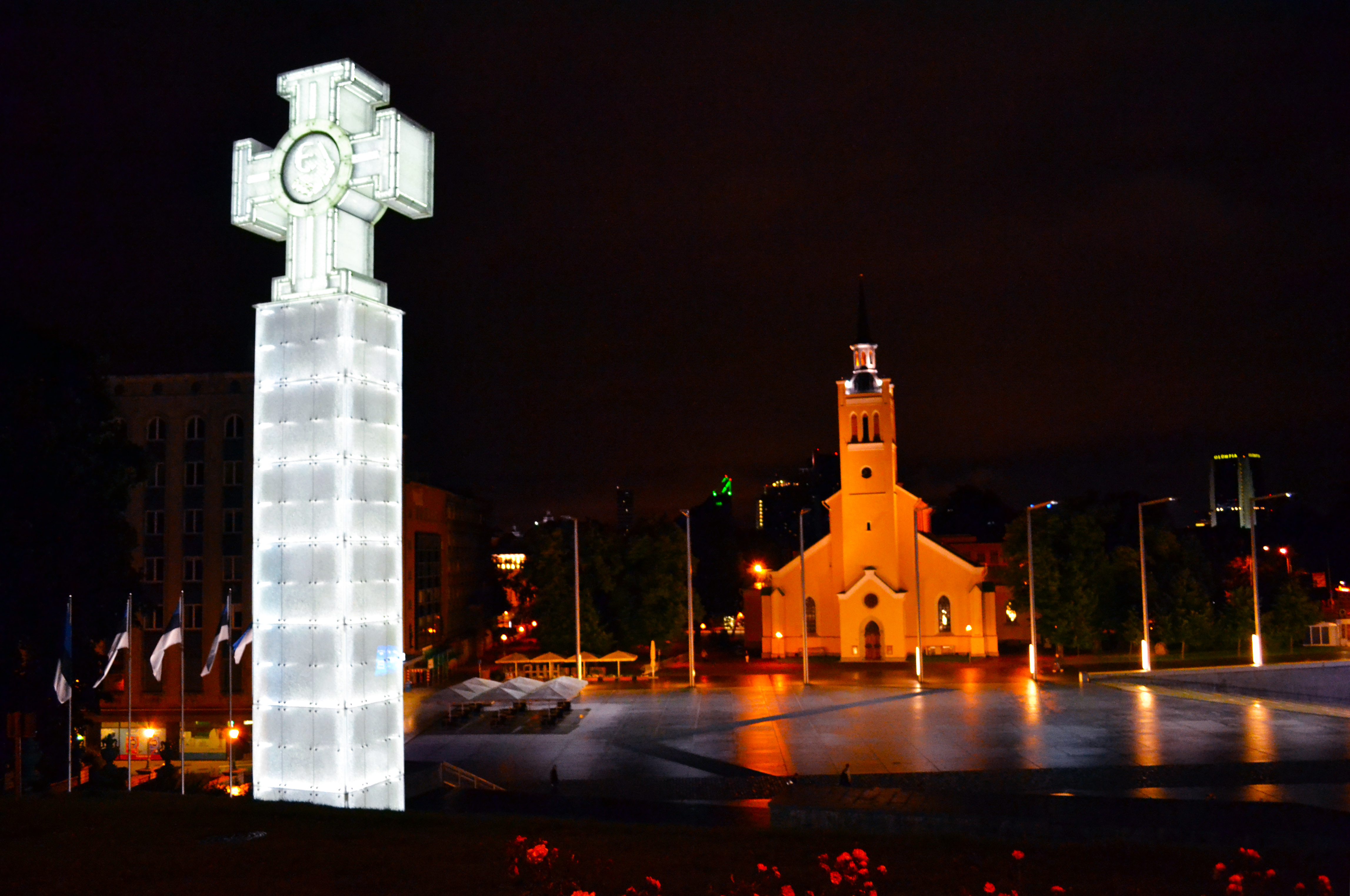
La chiesa durante la notte